# Mahadevsthan Mandan
Mahadevsthan Mandan (Nepali महादेवस्थानमण्डन) ist ein Village Development Committee (VDC) in Nepal im Distrikt Kabhrepalanchok.
Das VDC Mahadevsthan Mandan liegt im Nordosten von Kabhrepalanchok am rechten Flussufer des Indrawati. Die Melamchi–Helambu-Straße führt von Panchkhal kommend in nördlicher Richtung durch das VDC.

## Einwohner
Bei der Volkszählung 2011 hatte das VDC Mahadevsthan Mandan 8166 Einwohner (davon 3890 männlich) in 1873 Haushalten.

## Dörfer und Weiler
Mahadevsthan Mandan besteht aus mehreren Dörfern und Weilern. 
Die wichtigsten sind:
- Dhandkhola Bazar (730 m ⊙)
- Kuntabesi (850 m ⊙)
- Sipaghat (720 m ⊙)
- Sipaghat Bazar (720 m ⊙)